# Double Monocable Creissels

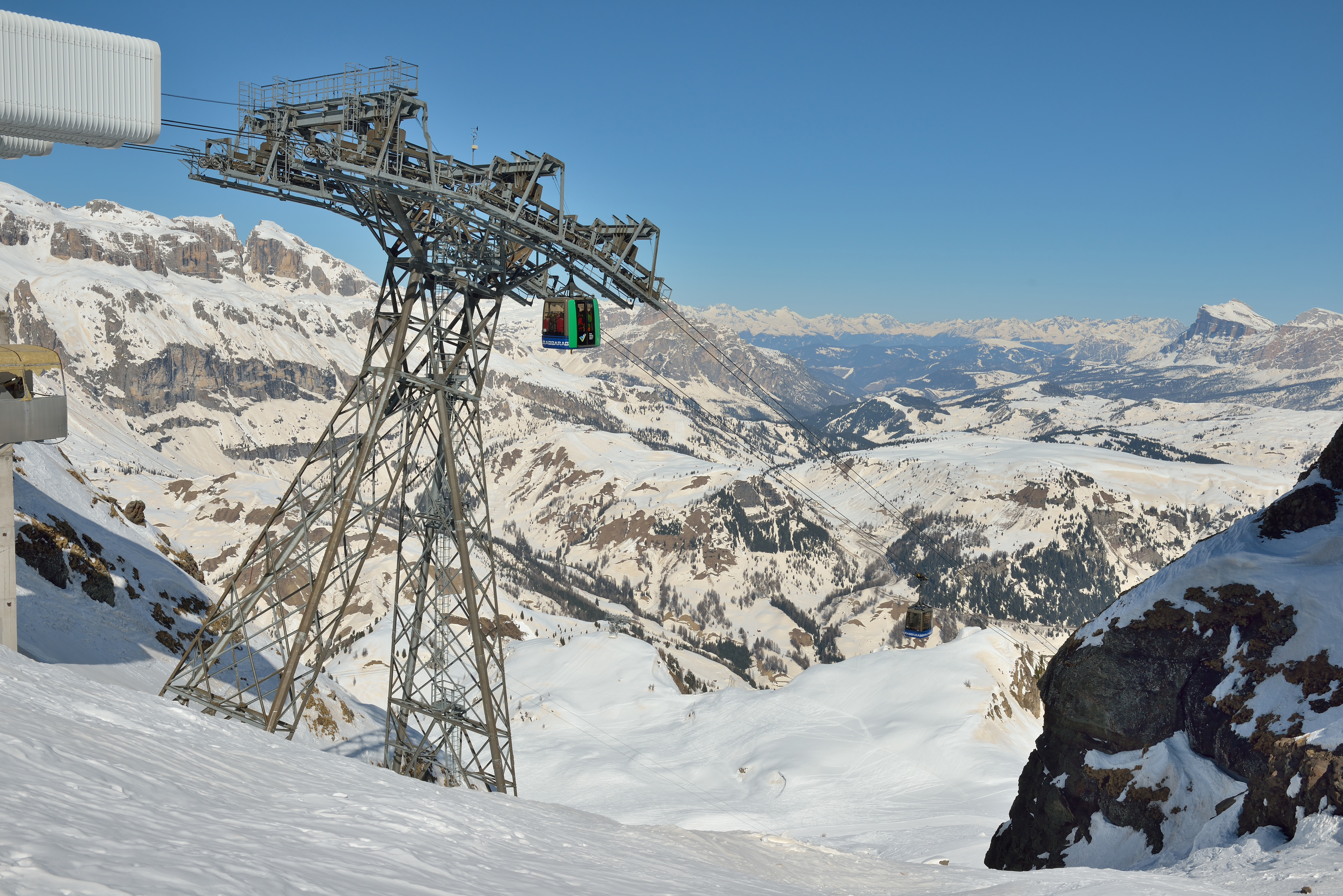
Das Double Monocable Creissels Europa in Arabba (Italien), in der vergrößerten Ansicht sind gut die beiden Förderseile pro Fahrspur zu sehen

Das Double Monocable Creissels, kurz DMC, ist ein Seilbahnsystem für kuppelbare Kabinenumlaufbahnen mit zwei Förderseilen und der Vorläufer des Funitels. Benannt wurde es nach seinem Erfinder, dem französischen Ingenieur Denis Creissels.
Wie auch das Funitel und die 3S-Bahn, die aber beide später erfunden wurden, versucht es, die hohe Förderkapazität einer Umlaufbahn mit den großen Kabinen, der hohen Windstabilität und vor allem der bodenunabhängigen Trassierung einer Pendelbahn zu vereinen.

## Geschichte
1983 wurde das System des Double Monocable Creissels vom französischen Ingenieur Denis Creissels patentiert. Durch die Kombination der Vorteile von Einseilumlaufbahnen und Pendelbahnen sollte es unter anderem Pendelbahnen ersetzen und als urbane Seilbahn dienen. Er verkaufte Lizenzen zum Bau an die Hersteller Agudio, Pomagalski S.A. und Doppelmayr, wobei letzterer das System nicht einsetzte, sondern 1987/1988 zum Doubleloop Monocable, einer Form des Funitels, weiterentwickelte.
Poma baute im nächsten Jahr das erste DMC in Villeneuve im französischen Skigebiet Serre Chevalier. Bis 1989 entstanden noch sechs weitere Anlagen, zwei davon mit zwei Sektionen. 1990 wurde im Skigebiet Val Thorens das erste Funitel gebaut, das eine noch höhere Windstabilität aufweist und das DMC verdrängte.

## Technik

Seilführung bei DMCs und Funitels

Statt eines einzigen Förderseils nutzt das Double Monocable Creissels derer zwei, die in einem Abstand von circa einem Meter geführt werden. Dementsprechend gibt es auch zwei Antriebe und zwei Abspanneinrichtungen. Weil die Gondeln an beiden Seilen mit je zwei Klemmen festgeklemmt sind, darf es nicht zu Geschwindigkeitsunterschieden zwischen den Seilen kommen. Das wird durch eine elektrische Kopplung der beiden Motoren erreicht.

## Vorteile gegenüber anderen Seilbahntypen
Im Gegensatz zu Einseilumlaufbahnen sind die Kabinen von DMCs mit Platz für bis zu 25 Personen deutlich größer, was die Kapazität der Anlage erhöht. Im Gegensatz zu Pendelbahnen sind DMCs Umlaufbahnen, bei denen mehr Kabinen auf der Strecke fahren und so die Förderleistung ebenfalls erhöhen.
Durch die größeren Kabinen das damit verbundene größere Gewicht sowie die breite Seilspur sind DMCs auch windstabiler als Einseilumlaufbahnen, aber weniger windstabil als Funitels mit ähnlich großen Kabinen, aber einem kürzeren Gehängearm und einer noch breiteren Seilspur.
Weil windstabile Kabinen weniger schaukeln, ist die maximale Einfahrgeschwindigkeit in die Stationen und somit auch die Höchstgeschwindigkeit auf der Strecke höher.
Außerdem kann ein DMC durch die höhere Windstabilität und das doppelt vorhandene Förderseil längere Spannfelder überfahren und ist so auch für schroffes Gelände geeignet, das vorher nur von Pendelbahnen erschlossen werden konnte.

## Liste der DMCs
Während der 1980er Jahre wurden sieben DMCs gebaut, davon zwei mit zwei Sektionen, ab 1990 wurden sie vom Funitel verdrängt:
- Pontillas in Villeneuve (Frankreich), gebaut 1984 von Poma, 2023 ersetzt durch eine Gondelbahn
- Bettaix in Saint-Gervais-les-Bains (Frankreich), gebaut 1984 von Poma. Im Sommer 2024 durch eine Gondelbahn von Poma ersetzt.
- Jandri Express in Les Deux Alpes (Frankreich), gebaut 1985 von Poma, zwei Sektionen. Wurde 2024 durch eine 3S-Bahn von Poma ersetzt, ebenfalls mit zwei Sektionen.
- Grandes Platières in Flaine (Frankreich), gebaut 1985 von Poma
- Grand Rousses in Alpe d’Huez (Frankreich), gebaut 1986 von Poma, zwei Sektionen
- Les Suches in La Thuile (Aostatal) (Italien), gebaut 1988 von Agudio
- Europa in Arabba (Italien), gebaut 1989 von Agudio[1]